# Fürstenzell
Fürstenzell település Németországban, azon belül Bajorországban. Lakosainak száma 8590 fő (2023. december 31.). Fürstenzell Neuburg am Inn, Ruhstorf an der Rott, Ortenburg, Vilshofen an der Donau és Passau községekkel határos.

## Népesség
A település népessége az elmúlt években az alábbi módon változott:
| Lakosok száma | 1239 | 2931 | 5920 | 6794 | 7721 | 7850 | 7959 | 8138 | 8287 | 8590 |
|               | 1875 | 1950 | 1975 | 1987 | 2012 | 2014 | 2016 | 2017 | 2021 | 2023 |

## Fekvése
Passautól nyugatra fekvő település.

## Leírása

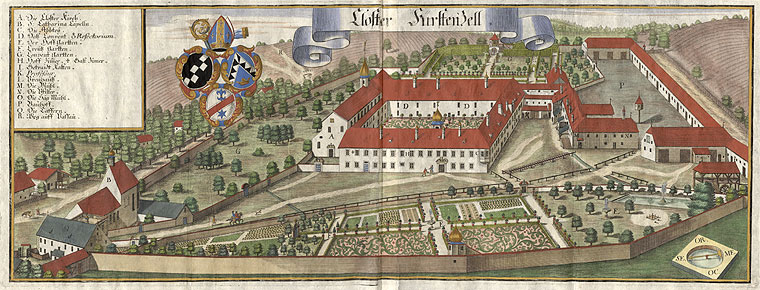
A kolostor

A településen lévő Cistercita templom (Klosterkirche Mariä Himmelfahrt) 1740-1748 között épült Johann Michael Fischer rokokó építész tervei szerint.
A kolostor rokokó könyvtártermében Josef Deutscmann szép fafaragványai láthatók.

## Galéria

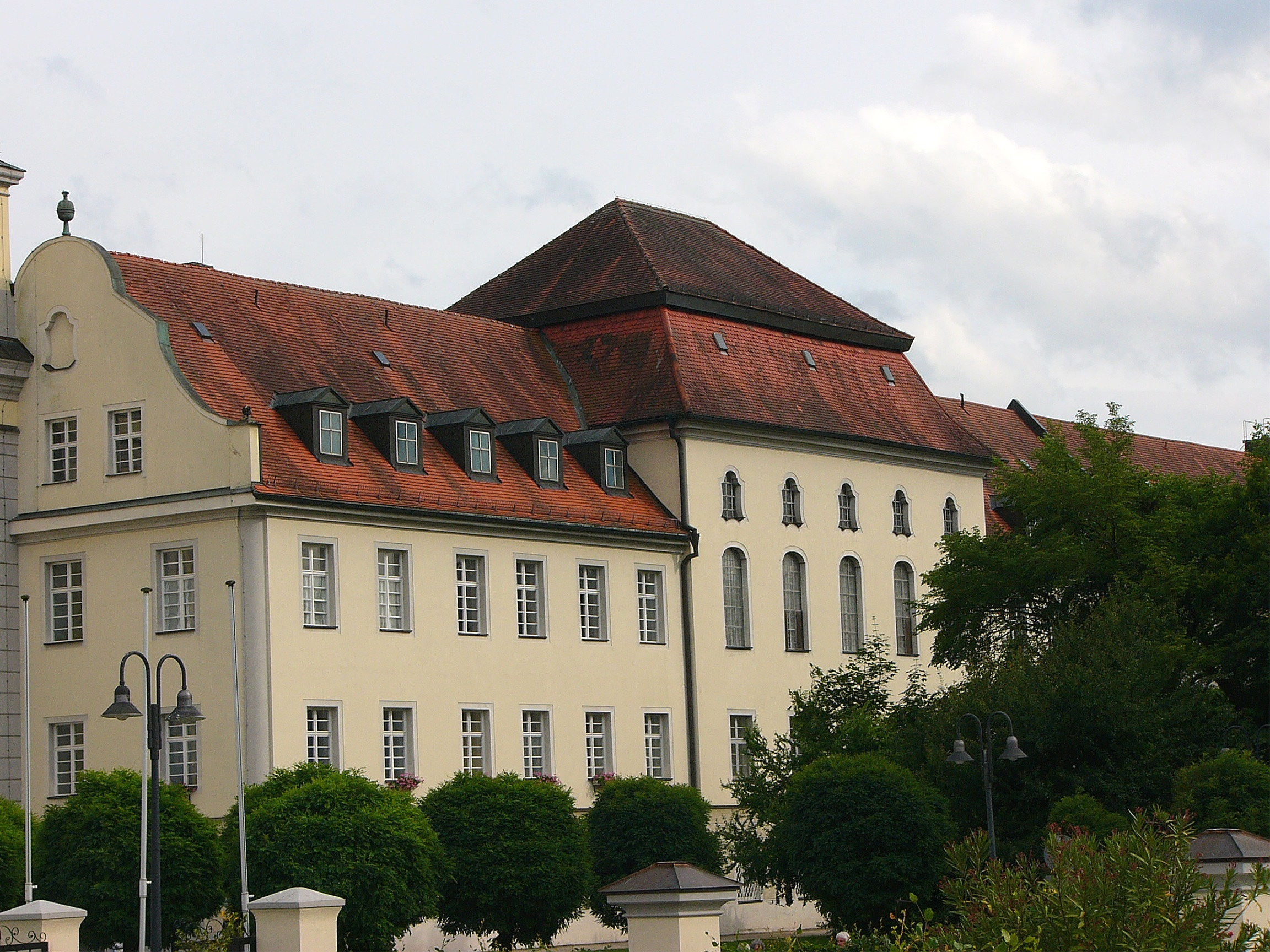
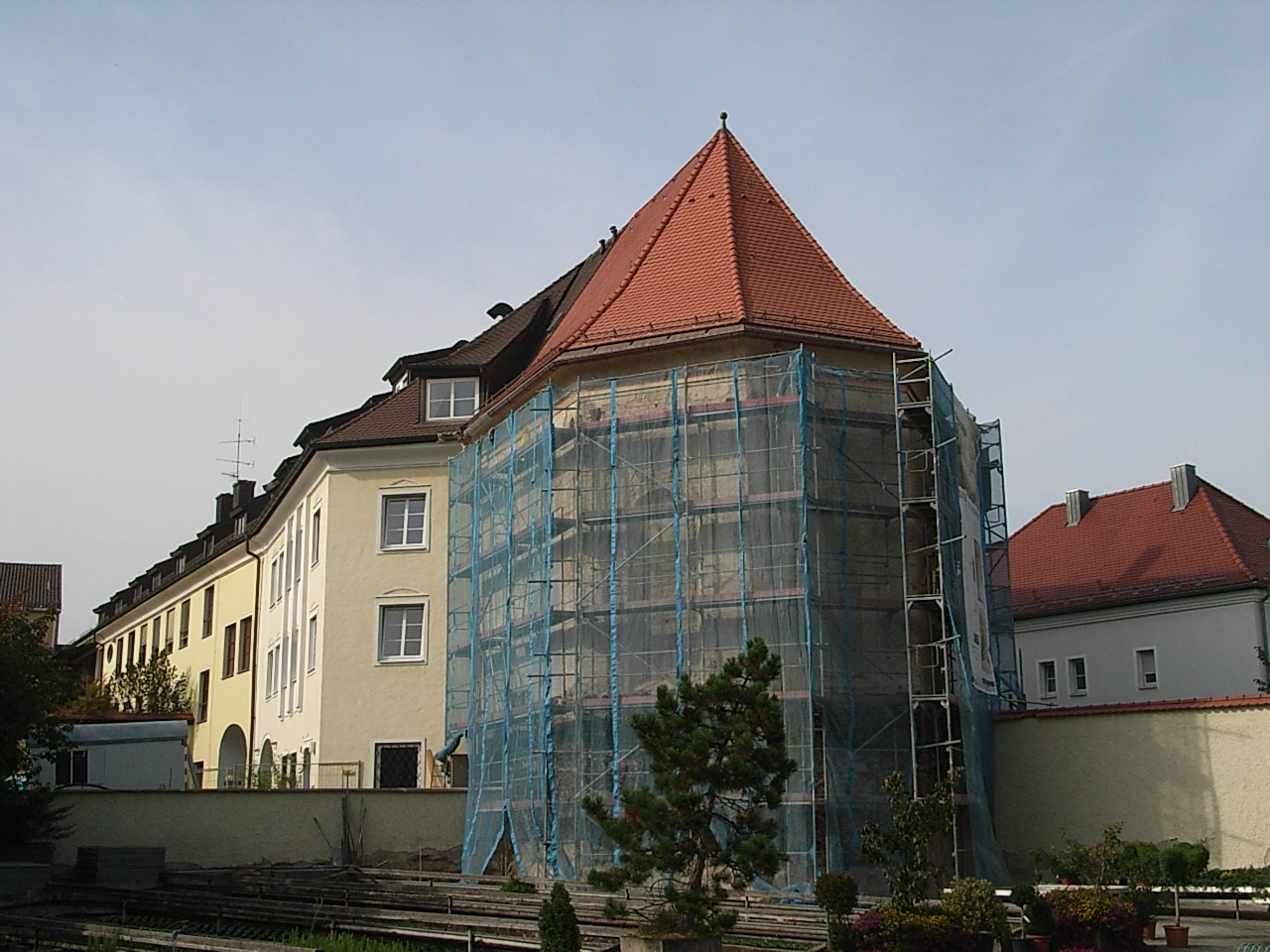
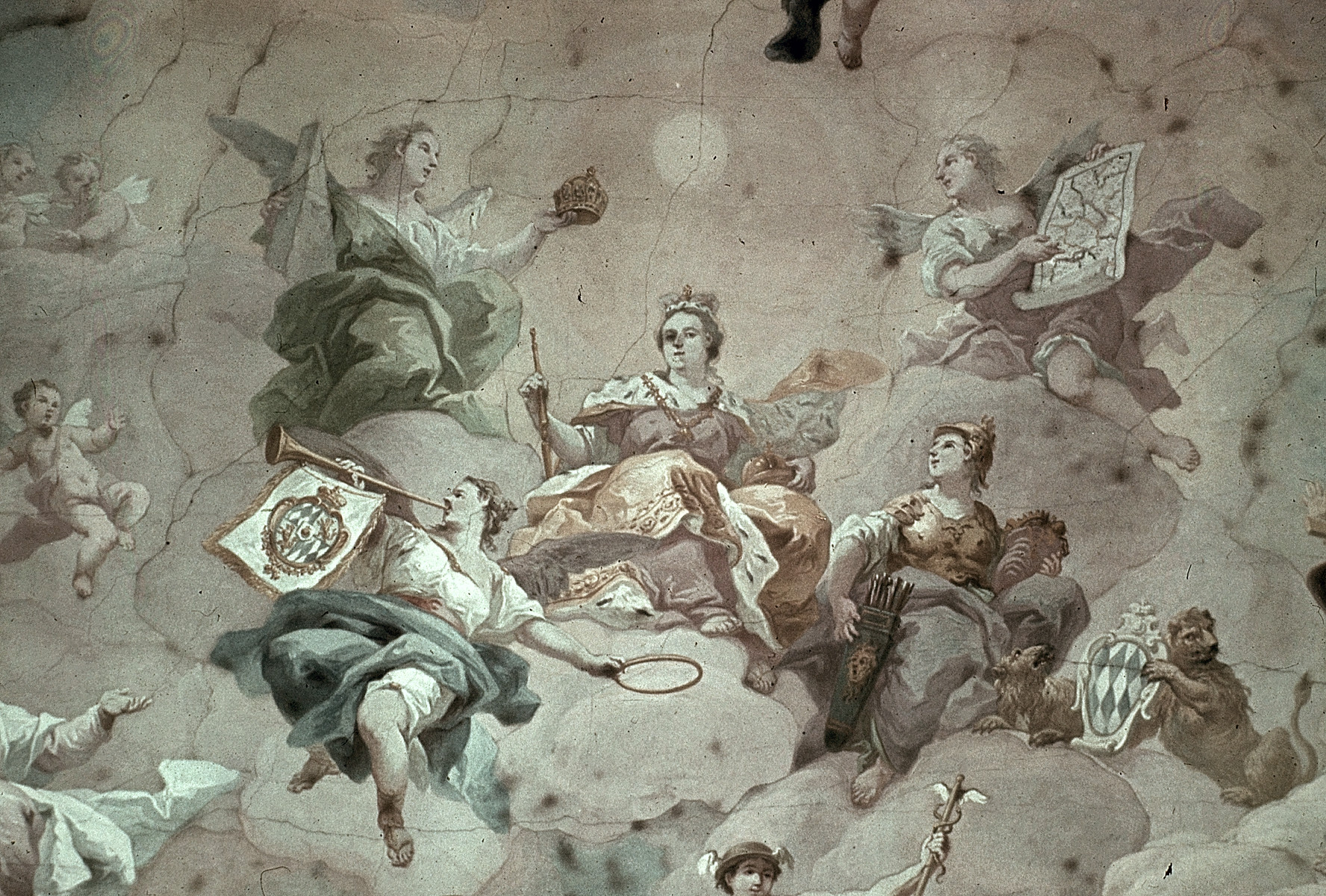
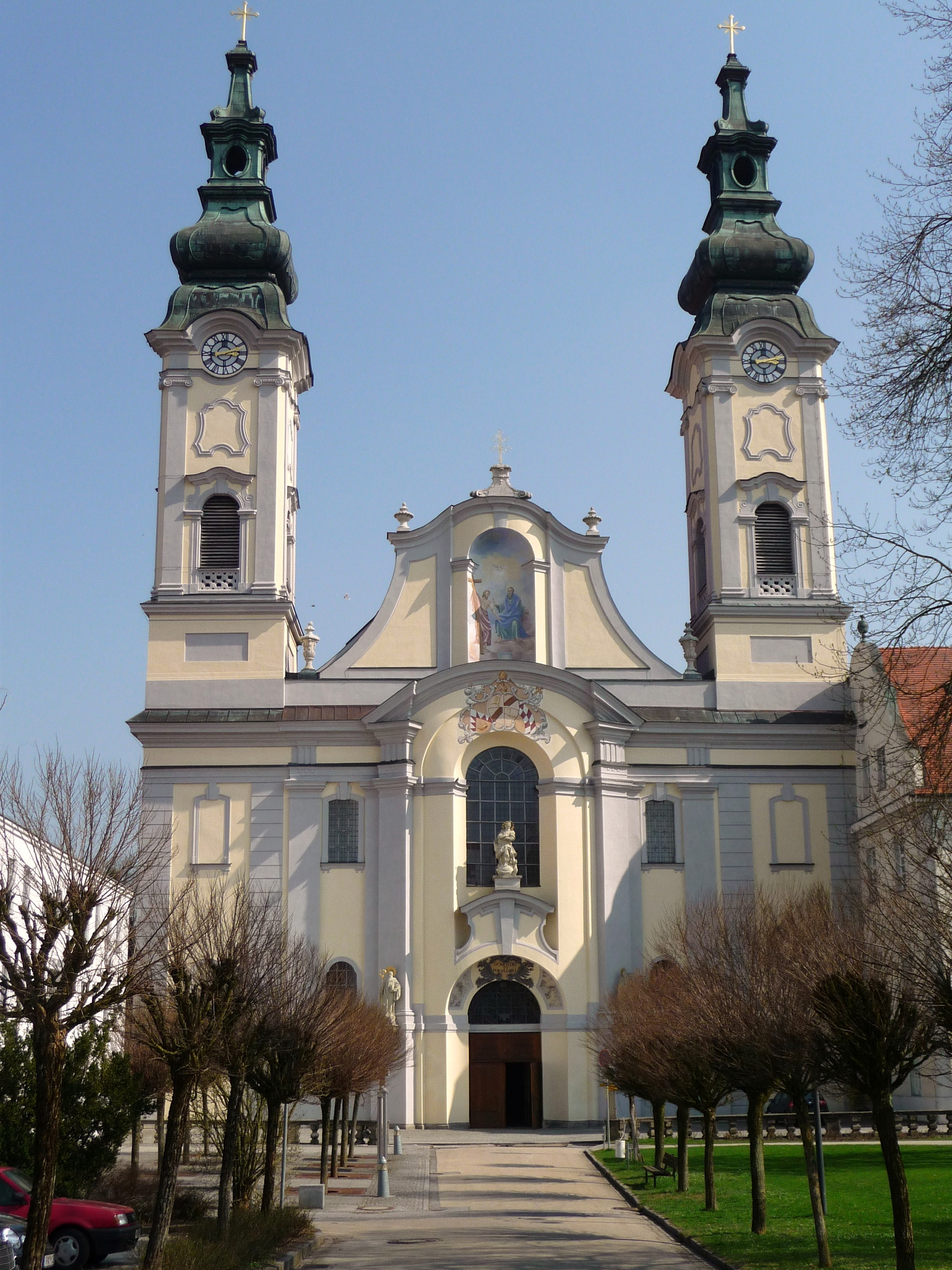
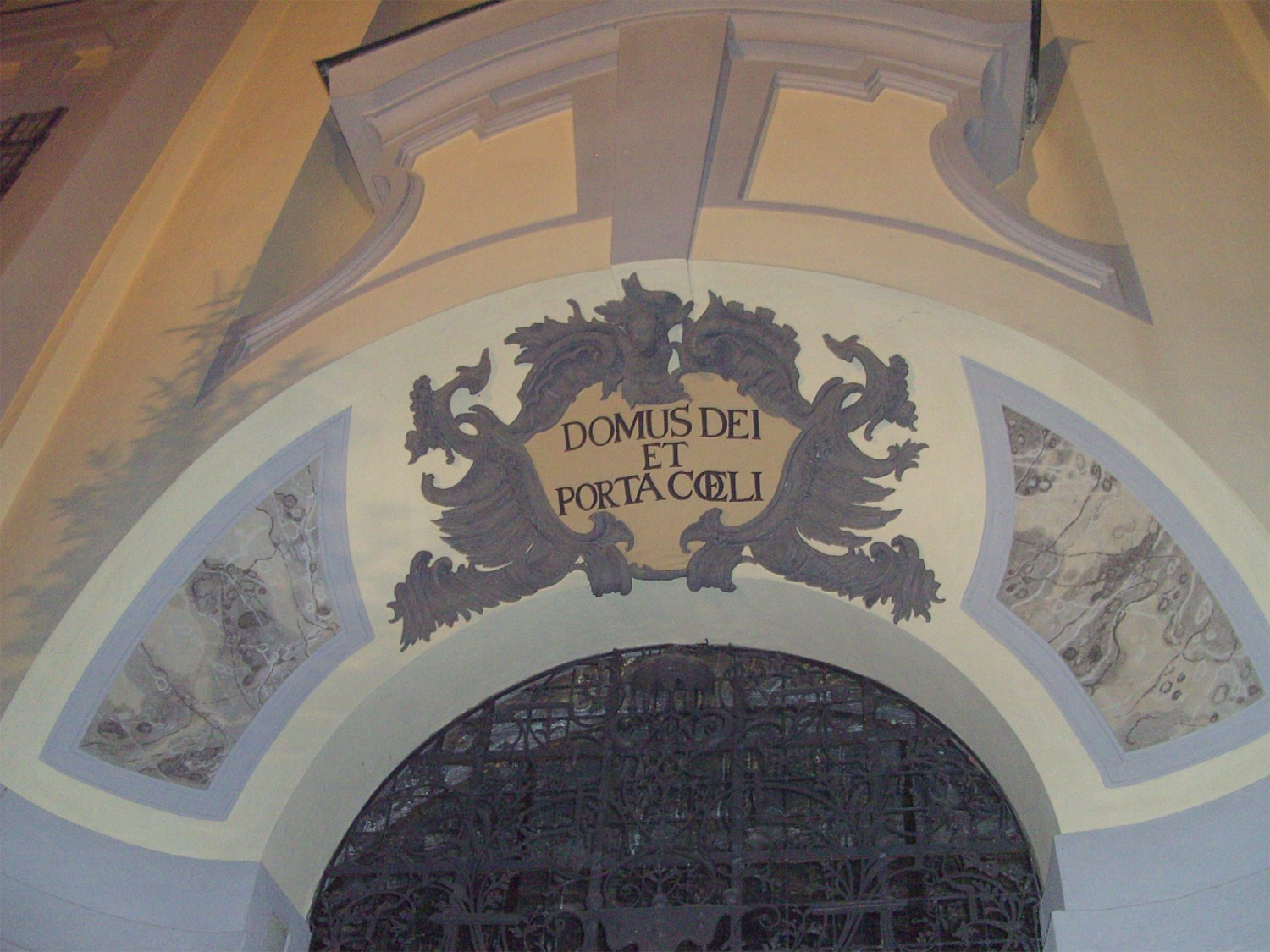
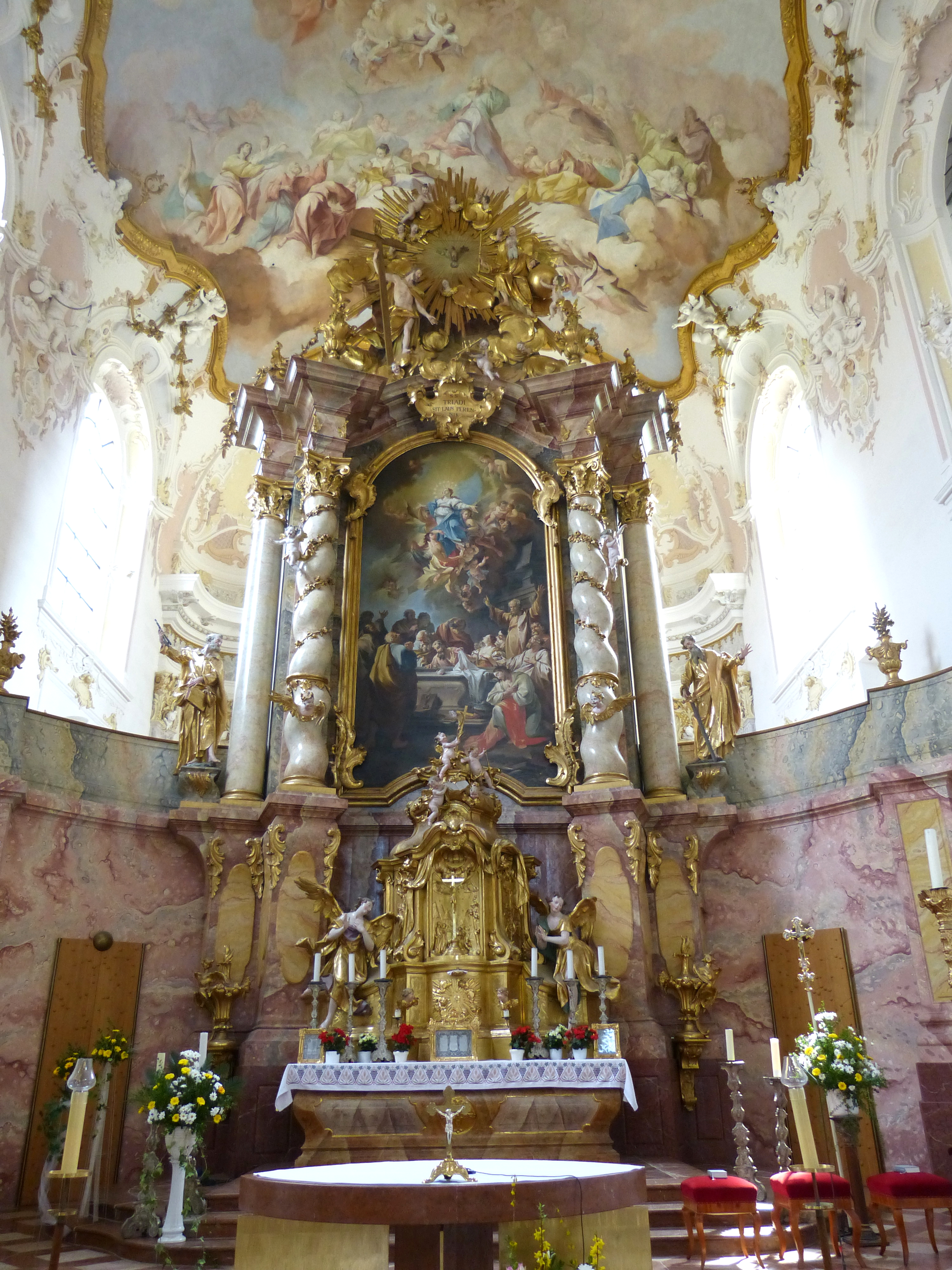
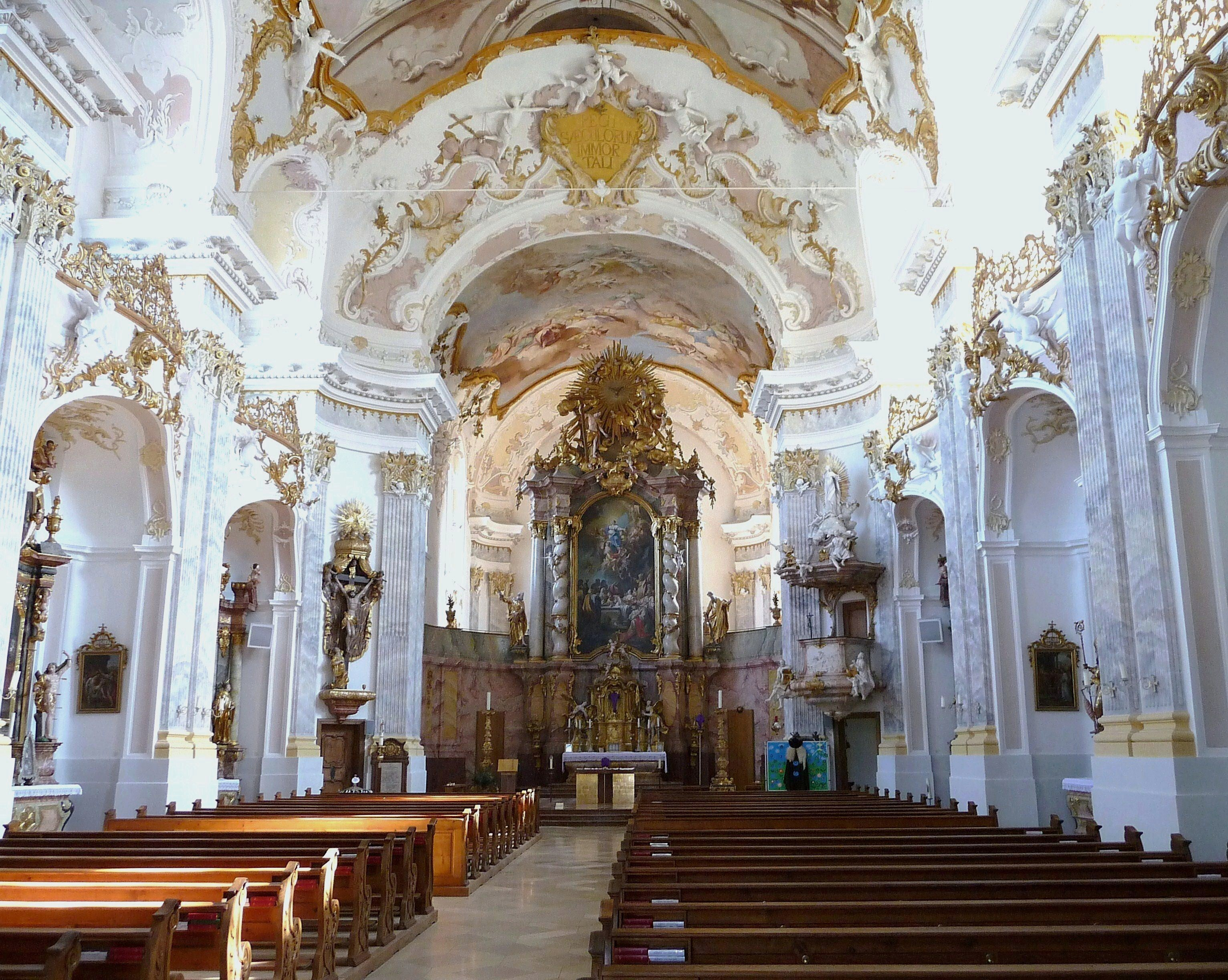
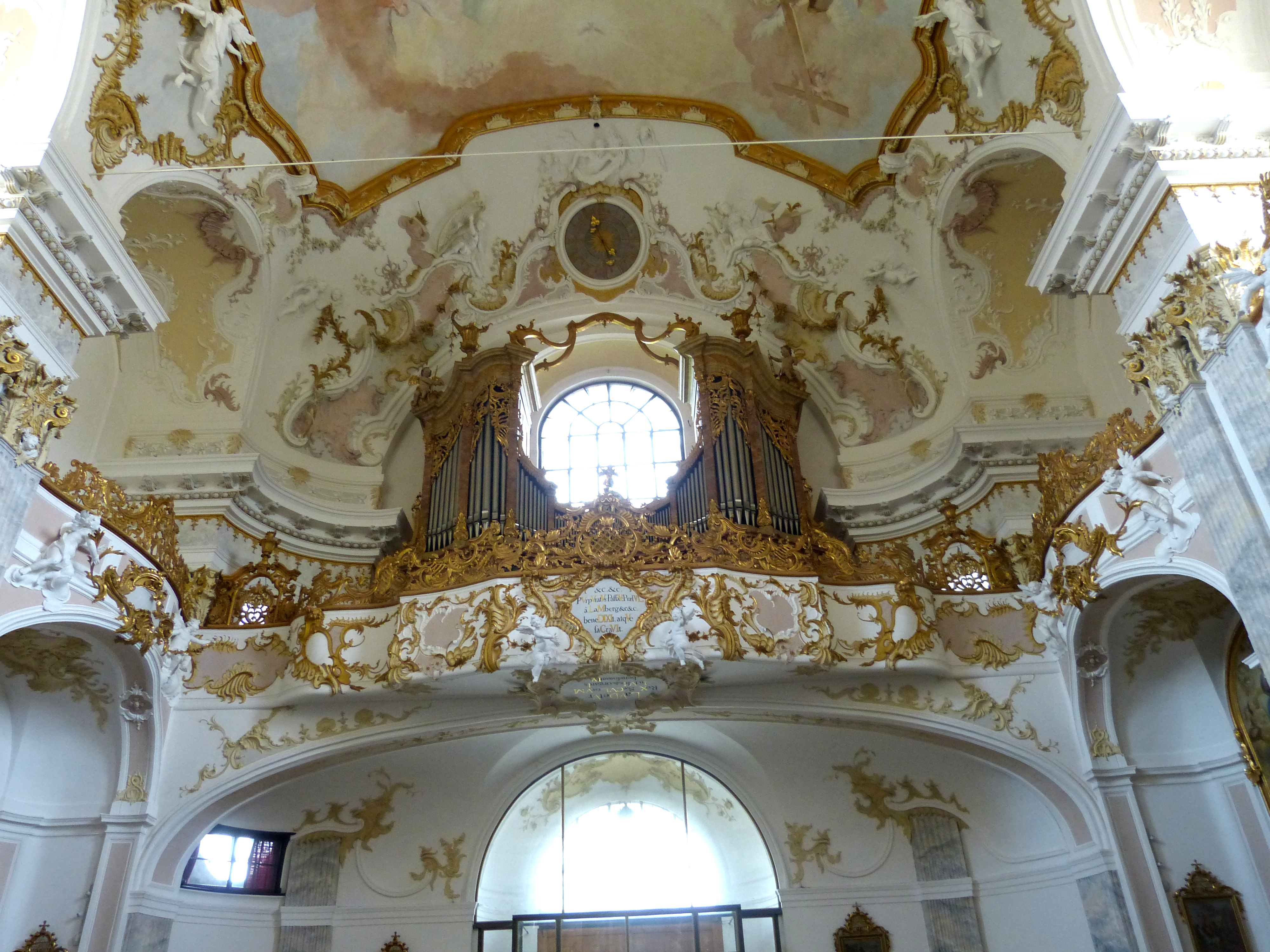
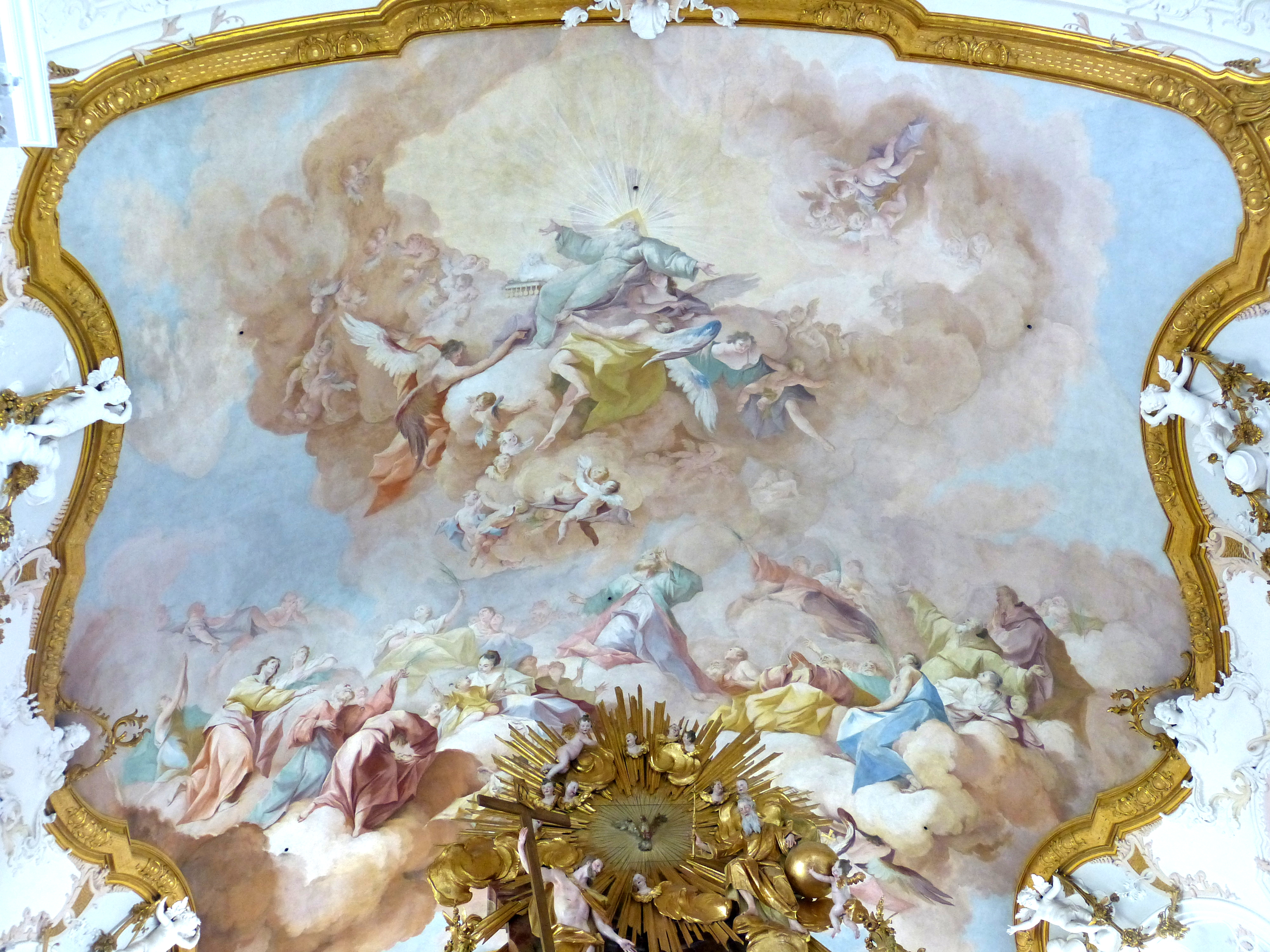

## Nevezetességek
- Cistercita templom (Klosterkirche Mariä Himmelfahrt)